# Świątkowa Mała
Świątkowa Mała (j. łemkowski Святківка, Святкова Мала) – wieś w Polsce położona w województwie podkarpackim, w powiecie jasielskim, w gminie Krempna.
W latach 1975–1998 miejscowość administracyjnie należała do województwa krośnieńskiego.

## Cerkiew
We wsi znajduje się cerkiew greckokatolicka pw. św. Michała Archanioła (obecnie  filialny kościół rzymskokatolicki w parafii Matki Bożej Niepokalanej w Desznicy) z roku 1762. Może to być data rozbudowy istniejącej już wcześniej kaplicy z XVII w. o nawę i babiniec. Świątynię remontowano i prawdopodobnie przebudowano na przełomie XIX i XX wieku (z tego czasu ma pochodzić obecna wieża).